# Will McBride
Will McBride (10 de enero de 1931 - 29 de enero de 2015) fue un fotógrafo de reportajes, fotografía artística e ilustrador de libros, así como un pintor y escultor estadounidense.

## Vida
McBride nació en San Luis, Misuri y creció en Chicago. Se formó como pintor con Norman Rockwell y se fue a estudiar dibujo y pintura en la Universidad de Syracuse, donde se graduó en 1953. De 1953 a 1955 sirvió en el Ejército de Estados Unidos en Würzburg, Alemania, y permanecería en Alemania hasta su muerte .
Su trabajo ha sido publicado en la revista juvenil alemana Twen, entre otras revistas europeas. Hubo un escándalo cuando publicó retratos de McBride de su esposa embarazada Barbara en 1960.
La mayor parte de su trabajo de fotografía no se ve a menudo en los EE. UU. El trabajo de McBride incluye desnudez y ha experimentado la censura. Entre otras cosas, recibió censura por la fotografía en su libro de 1975 Show Me! (título alemán: Zeig Mal!).
Exposiciones individuales de su obra desde 2000 en adelante se han incluido en la Galleria d'Arte Moderna, Bolonia, el Dany Keller Galerie, Munich y la Galerie argus Fotokunst, así como la Haus am Waldsee, Berlín.
En 2004 McBride recibió el Premio Dr. Salomon Erich que se otorga por la Agrupación Fotográfica Alemán (Deutsche Gesellschaft für Photographie).

## Libros selectos
- Show Me!, 1975. (German title Zeig Mal!).
- Foto-Tagebuch 1953 - 1961, 1982.
- Adenauer und seine Kinder - Fotografien von 1956-1968, 1994.
- My Sixties, 1994.
- I, Will McBride, 1997. (Retrospective)
- Coming of Age, Aperture, 1999.  (Introductory essay, "Ways of Being Human", by Guy Davenport).
- Situationen Projekte: Ein Fotobuch, 2000.
- McBride, Will (2013),  Bertram, Mathias, ed., Berlin im Aufbruch. Fotografien 1956-1963, Leipzig: Lehmstedt.